# 上原繁
上原 繁（うえはら しげる、1947年9月5日 - ）は、本田技研工業の研究開発部門、本田技術研究所所属の元・上席研究員。ホンダのスポーツカー、NSXの開発責任者として知られる。またインテグラ タイプRの企画開発も担当し、S2000の開発にも携わった。現在は同社を定年退職している。

## 経歴
東京都練馬区出身。東京農工大学工学部機械工学科卒。1971年に本田技術研究所入社。上原によると、ホンダへの入社理由は「四輪メーカーとしては新興で、やることがいっぱいあって面白そうだから」とのこと。大学時の専攻課程は「車両運動」研究であり、入社後は操縦安定性の研究も担当した。なお、ホンダのエンジニア関連の研究員は自らテストドライバーも兼任していくことから、上原も入社時からステアリングを握っており、定年退職するまでそれを続けた。
1970年代半ばから1980年代前半に掛けては、市販車の開発部門の車体運動性能グループに属して、生産モデルに近い車両に“乗り味”を付ける仕事を担当していた。そのなかには「FFライトウェイトスポーツ」という新ジャンルを標榜した初代CR-Xなどもあった。
1985年、その前年から関わっていたUMR（アンダーフロア・ミッドシップエンジン・レイアウト）の研究開発からNSXにつながるプロジェクトの担当責任者となる。NSXの大きさや搭載エンジンは社内事情や市場リサーチなどで二転三転していったが、車そのものの方向性は操縦性（ハンドリング）にこだわったものを目指した。NSX発表当時の売り文句に「世界第一級の動力性能とハンドリングの両立」というものがある。これは上原の意向が強いとされる。
1990年、NSXを発売した後も、より走行性能を向上させたNSXタイプR、オープントップモデルでさらなるボディ補強を必要としたNSX タイプTなどのシリーズ展開の開発責任者を歴任。その後、四輪事業本部に転任し当時販売不振だったインテグラのマイナーチェンジ時の目玉となる、ハイスペックなスポーツグレードであるインテグラ タイプRの企画開発に従事した。NSXとインテグラで上原が企画したタイプRの仕様は、本人が手掛けなかったシビックやアコード（欧州のみ、日本ではユーロR）などにも施され、1990年代後半以降のホンダスポーツカーの基本仕様となった。
1995年の東京モーターショーで発表したFR駆動のオープンスポーツのコンセプトカー、SSMの好評を受けて開発が始まったS2000の開発責任者にも就任し、ホンダ50周年モデルとして1999年に発売された。その後、2002年に7年ぶりに生産を再開したNSX-Rの開発責任者を担当したほか、2007年に発表されたS2000の主に空力面での走行性能を伸ばしたモデル、S2000 TYPE S（北米仕様は、S2000 CR）の開発にも携わる。これが上原の本田技術研究所在職最後に手掛けた車となった。また同時期、経年劣化に強いアルミボディを持つNSXへの有償サービスで、1993年から開始されていたリフレッシュ・プランの体制を強化することにも従事していた。
2007年9月5日、本田技術研究所を定年退職。現在は本田技術研究所・社友として、在職時代から担当しているホンダ主催のNSXオーナーズミーティングやNSX Fiestaなどに引き続き出席してオーナー達との交流を図っている。